# Prix Première Plume
Le prix Première Plume, créé en 2017 par l'enseigne Furet du Nord, est un prix littéraire français qui met en lumière les auteurs d'un premier roman, en partenariat avec le Crédit agricole Nord de France et l'Express.

## Organisation
Chaque année, cinq libraires des librairies Decitre et Furet du Nord, sous la présidence de Shirley Saver de Peyronny, établissent une liste de finalistes parmi les primo-romanciers de la rentrée littéraire avant de se réunir avec cinq lecteurs du Crédit Agricole Nord de France, Marianne Payot (rédactrice en chef Livres chez L'Express) afin de faire émerger un lauréat.

## Les éditions du prix

### Édition 2024
| Titres                         | Auteurs          | Éditeurs                 |         |
| ------------------------------ | ---------------- | ------------------------ | ------- |
| Tombée du ciel                 | Alice Develey    | L'Iconoclaste            | Lauréat |
| Amiante                        | Sébastien Dulude | La Peuplade              | Nommé   |
| Les os noirs                   | Agnès Jésupret   | Liana Levi               | Nommé   |
| On n'est plus des gens normaux | Justin Morin     | La Manufacture de livres | Nommé   |
| Fragile-s                      | Nicolas Martin   | Au diable vauvert        | Nommé   |

### Édition 2023
| Titres                                        | Auteurs          | Éditeurs     |         |
| --------------------------------------------- | ---------------- | ------------ | ------- |
| Ce que je sais de toi                         | Éric Chacour     | Philippe Rey | Lauréat |
| Vous ne connaissez rien de moi                | Julie Héraclès   | JC Lattès    | Nommé   |
| Un simple dîner                               | Cécile Tlili     | Calmann-Lévy | Nommé   |
| La prochaine fois que tu mordras la poussière | Panayotis Pascot | Stock        | Nommé   |
| Mon Fantôme                                   | Mehdi Ouraoui    | Fayard       | Nommé   |

### Édition 2022
| Titres                                     | Auteurs          | Éditeurs                   |         |
| ------------------------------------------ | ---------------- | -------------------------- | ------- |
| Les Enfants endormis                       | Anthony Passeron | Éditions Globe             | Lauréat |
| Le Bord du monde est vertical              | Simon Parcot     | Le Mot et le Reste         | Nommé   |
| Les Gens de Bilbao naissent où ils veulent | Maria Larrea     | Grasset                    | Nommé   |
| Les Filles bleues de l'été                 | Mikella Nicol    | Le Nouvel Attila           | Nommé   |
| Fantaisies Guérrillères                    | Guillaume Lebrun | Christian Bourgois Éditeur | Nommé   |

### Édition 2021
| Titres                         | Auteurs            | Éditeurs           |         |
| ------------------------------ | ------------------ | ------------------ | ------- |
| Avant que le monde ne se ferme | Alain Mascaro      | Autrement          | Lauréat |
| Blizzard                       | Marie Vingtras     | L'Olivier          | Nommé   |
| Mobylette                      | Frédéric Ploussard | Héloïse d'Ormesson | Nommé   |
| Le Parfum des cendres          | Marie Mangez       | Finitude           | Nommé   |

### Édition 2020
| Titres                       | Auteurs              | Éditeurs                 |         |
| ---------------------------- | -------------------- | ------------------------ | ------- |
| Le dit du mistral            | Olivier Mak-Bouchard | Le Tripode               | Lauréat |
| Mauvaises herbes             | Dima Abdallah        | Sabine Wespieser Éditeur | Nommé   |
| Le Lièvre d'Amérique         | Mireille Gagné       | La Peuplade              | Nommé   |
| La Trajectoire des confettis | Marie-Eve Thuot      | Éditions du Sous-Sol     | Nommé   |

### Édition 2019
| Titres                | Auteurs            | Éditeurs                      |         |
| --------------------- | ------------------ | ----------------------------- | ------- |
| Le Bal des folles     | Victoria Mas       | Albin Michel                  | Lauréat |
| Sale Gosse            | Mathieu Palain     | L'Iconoclaste                 | Nommé   |
| Zébu Boy              | Aurélie Champagne  | Monsieur Toussaint Louverture | Nommé   |
| Protocole Gouvernante | Guillaume Lavenant | Rivages                       | Nommé   |

### Édition 2018
| Titres                                | Auteurs                 | Éditeurs               |         |
| ------------------------------------- | ----------------------- | ---------------------- | ------- |
| La vraie vie                          | Adeline Dieudonné       | L'Iconoclaste          | Lauréat |
| Là où les chiens aboient par la queue | Estelle-Sarah Bulle     | Liana Levi             | Nommé   |
| Ça raconte Sarah                      | Pauline Delabroy-Allard | Les Éditions de Minuit | Nommé   |
| Les Éxilés meurent aussi d'amour      | Abnousse Shalmani       | Grasset                | Nommé   |

### Édition 2017
| Titres                  | Auteurs                            | Éditeurs                  |         |
| ----------------------- | ---------------------------------- | ------------------------- | ------- |
| Et soudain la liberté   | Evelyne Pisier et Caroline Laurent | Les Escales               | Lauréat |
| Ma Reine                | Jean-Baptiste Andréa               | L'Iconoclaste             | Nommé   |
| Imago                   | Cyril Dion                         | Actes Sud                 | Nommé   |
| Ces rêves qu'on piétine | Sébastien Spitzer                  | Édition de l'Observatoire | Nommé   |
| Mon Gamin               | Pascal Voisine                     | Calmann-Lévy              | Nommé   |